# Brachycoryna pumila
Brachycoryna pumila är en skalbaggsart som beskrevs av Guérin-Méneville 1844. Brachycoryna pumila ingår i släktet Brachycoryna och familjen bladbaggar. Inga underarter finns listade i Catalogue of Life.